# Норов, Авраам Сергеевич
Авраа́м Серге́евич Но́ров (22 октября [2 ноября] 1795, Ключи, Саратовское наместничество — 23 января [4 февраля] 1869, Санкт-Петербург) — полковник русской императорской армии, герой Отечественной войны 1812 года. Государственный деятель Российской империи, министр народного просвещения (1853—1858), действительный тайный советник (26.08.1856). Учёный, путешественник и писатель. Брат декабриста В. С. Норова и поэта А. С. Норова.

## Биография

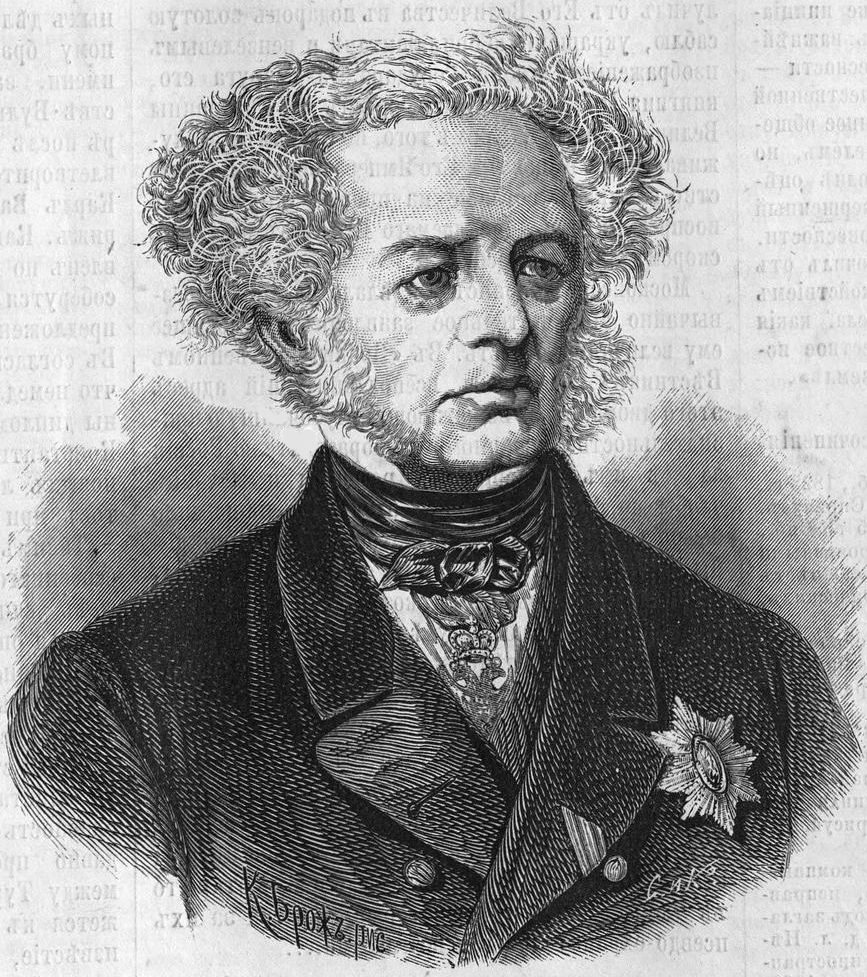
Авраам Сергеевич Норов

Родился в селе Ключи Балашовского уезда Саратовской губернии в дворянской семье Норовых. Отец — отставной майор, саратовский губернский предводитель дворянства Сергей Александрович Норов (1762—1849); мать — Татьяна Михайловна Кошелева (1769—1838), внучка генерала Р. М. Кошелева.
Получал домашнее образование, а с 1807 года учился в Благородном пансионе при Московском университете, который не закончил; 10 марта 1810 года, сдав экзамены на звание юнкера, Норов был определён в лейб-гвардии артиллерийскую бригаду; 30 июня 1811 года он был произведён в портупей-юнкера, а 25 декабря 1811 года — в прапорщики.
С первых дней участвовал в Отечественной войне 1812 года в составе 1-й Западной армии. В Бородинском сражении прапорщик 2-й лёгкой роты гвардейской артиллерии Норов, командуя взводом из двух пушек, был тяжело ранен в левую ногу (ему ядром оторвало ступню). Ногу пришлось ампутировать по колено (впоследствии арабы прозвали его «отец деревяшки»). Несмотря на инвалидность, А. С. Норов оставил военную службу только в 1823 году, уже в чине полковника.
Перейдя на гражданскую службу, он занимал разнообразные должности по различным ведомствам. С 1827 года Норов служил в Министерстве внутренних дел. В 1830 году он занял место правителя дел и члена Комиссии принятия прошений на Высочайшее имя. В 1849 году был назначен сенатором и помощником главного попечителя Человеколюбивого общества; в 1850 году — товарищем министра народного просвещения.
С 7 (19) апреля 1853 по 23 марта (4 апреля) 1858 года Норов был министром народного просвещения. При нём возросло количество студентов в вузах, была расширена программа преподавания по древним языкам, восстановлена практика командирования молодых учёных за границу (по избранию университетов). Авраам Сергеевич предпринимал попытки смягчения цензуры. Так, например, он ходатайствовал о дозволении придать огласке в печати обсуждение проекта судебных реформ, чему весьма противился министр юстиции граф В. Н. Панин. С 11 апреля 1854 года — член Государственного совета. В 1856 году А. С. Норов возродил идею создания университета в Сибири, однако этот вопрос по ряду причин не был решён положительно. В том же году Норов получил чин действительного тайного советника. Всеподданнейшим докладом 5 марта 1856 года он положил начало процессу создания в России первых публичных женских учебных заведений. Выступал против учительских семинарий, которые рассматривал как форму «насильственной опеки и регламентации» государства.
В 1840 году А. С. Норов стал членом Российской академии, а в 1851 году за литературные и научные заслуги был избран действительным членом Императорской Санкт-Петербургской Академии наук по отделению русского языка и словесности. В том же году Норова избрали председателем Археографической комиссии. Он также являлся членом Русского географического и многих других отечественных и зарубежных научных собраний и обществ.
По свидетельству П. П. Семёнова, после своих путешествий Норов проживал в родовом имении, которое находилось в селе Нижний Якимец Раненбургского уезда Рязанской губернии (ныне Новодеревенского района Рязанской области).
В 1866 году на пожертвования А. С. Норова была перестроена и заново освящена во имя Воскресения Христова церковь в Свято-Троицкой Сергиевой Приморской пустыни (не сохранилась).
Авраам Сергеевич Норов умер 23 января 1869 года, был похоронен в Голицынской церкви во имя архистратига Михаила в Сергиевой Приморской пустыни в Санкт-Петербурге.

## Творческая деятельность и путешествия

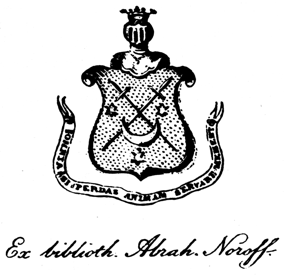
Гербовый экслибрис библиотеки А. С. Норова работы неизвестного художника

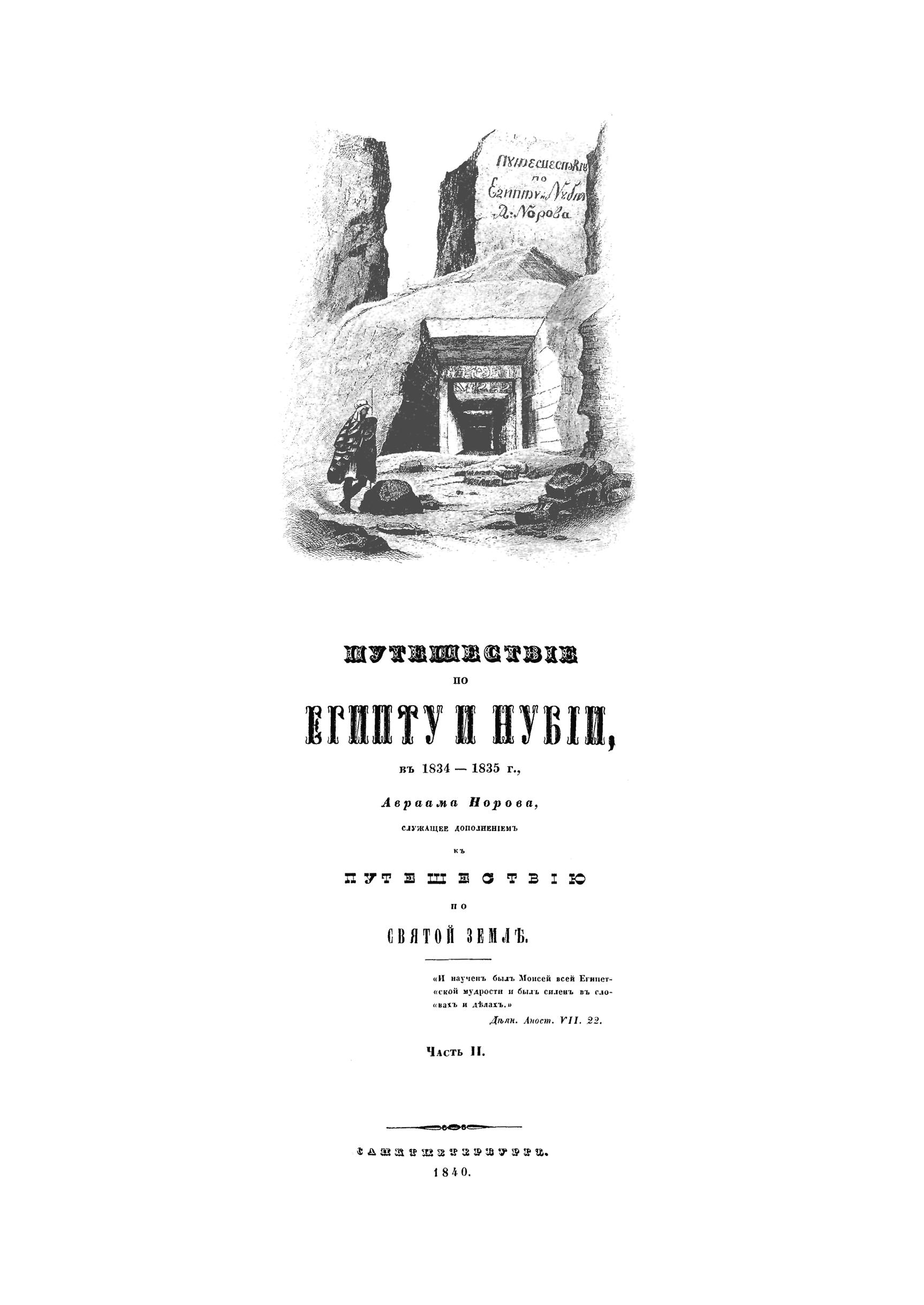
Титульный лист книги А. С. Норова «Путешествий по Египту и Нубии в 1834—1835 гг.», 1840

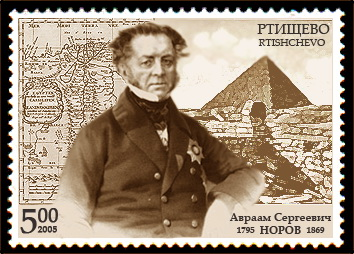
Ртищево. Виртуальная марка, посвящённая 210-летию со дня рождения А. С. Норова, 2005

Все свободное время Норов отдавал литературе и истории, влечение к которым он испытывал с самого детства. Он много писал в стихах и в прозе. Ещё в 1816 году были опубликованы его первые переводы из Вергилия и Горация, а позднее переводы из классической итальянской поэзии: Ф. Петрарка, Л. Ариосто, Т. Тассо. К числу его высших достижений относят полный перевод Анакреона. Авраам Норов был полиглотом, он владел английским, французским, немецким, испанским, итальянским, который знал до тонкостей, включая, например, сицилийский диалект, некоторыми славянскими (чешским и лужицким), латынью, древнегреческим, арабским, а также классическими и древнееврейским языками. Норов был первым русским учёным, умевшим читать египетскую иероглифическую письменность.
Авраам Норов был страстным библиофилом. Его книжное и рукописное собрание, состоявшее из 16 тысяч экземпляров, являлось одним из лучших в России. Оно включало в себя памятники XV—XIX веков, в том числе 155 инкунабул: редчайшее издание «Естественной истории» Плиния, первое иллюстрированное издание «Божественной комедии», подборку первых и прижизненных изданий Дж. Бруно и Т. Кампанеллы и множество других раритетов. В библиотеке Норова были книги по археологии, философии, русской, всеобщей и церковной истории, лингвистике, математике, астрономии, греческие, византийские рукописи, автографы выдающихся русских и иностранных учёных, а также государственных деятелей.
А. С. Норов был вхож в литературные салоны Москвы и Санкт-Петербурга. Он не принадлежал ни к какой литературной партии и печатался в журналах и альманахах противоборствующих направлений, в частности, в «Полярной звезде», «Сыне Отечества», «Русском инвалиде» и других периодических изданиях. Был дружен с ведущими литераторами: В. А. Жуковским, О. М. Сомовым, И. И. Дмитриевым, П. А. Вяземским, О. И. Сенковским, близок с А. И. Кошелевым и другими.
В 1818 году Авраам Сергеевич был принят в Вольное общество любителей словесности, наук и художеств, а в 1819 году — в Общество любителей российской словесности. На заседаниях Вольного общества он познакомился с А. С. Пушкиным, общение с которым продолжалось в течение всей жизни последнего. Александр Сергеевич, во время работы над «Историей Пугачёва» пользовавшийся библиотекой Норова для исторических изысканий, был явно расположен к нему, обращаясь в письмах на «ты» и со словами «любезный полковник», «учёнейший собеседник», «честный человек, отличающийся благородством и душевной теплотой». На смерть Пушкина Авраам Сергеевич откликнулся стихотворением «Памяти Пушкина» («Погас луч неба, светлый гений», 1837).
В 1821—1822 годах Норов совершил первое заграничное путешествие, посетив Германию, Францию, Италию и Сицилию. О путевых впечатлениях он рассказал в ряде очерков и стихотворений («Поездка в Овернью», «Литературный вечер в Риме», «Остров Нордерней. Послание к Д. П. Глебову» и других), которые были напечатаны в различных русских периодических изданиях. Его первой книгой стало «Путешествие по Сицилии в 1822 году». В 1827 году А. С. Норов, будучи чиновником особых поручений при Министерстве внутренних дел, был прикомандировали к адмиралу Д. Н. Сенявину, с которым он совершил два заграничных плавания, в частности, участвовал в проведении русских судов до Портсмута и обратно. В результате в «Литературной газете» Дельвига-Пушкина в 1830 году появился очерк Авраама Сергеевича «Прогулка в окрестностях Лондона» с указанием: «Виндзор, августа 20, 1827».
8 августа 1834 года А. С. Норов увольняется в отпуск и отправляется как паломник-исследователь в путешествие на Святую землю «для поклонения Гробу Господню». Он побывал в Палестине, Малой Азии и Иерусалиме. При изучении и описании Палестины и окружающих её стран Авраам Сергеевич руководствовался, с одной стороны, текстом Библии, с другой, принимал во внимание открытия историков и филологов-ориенталистов. Он старался избегать описаний тех мест, о которых уже имелись сведения других путешественников. Авраам Сергеевич одним из первых россиян совершил путешествие по Египту и Нубии, на парусном судне он проплыл весь Нил и исследовал Северный Судан. Учёный собрал ценный материал по географии, экономике и культуре населяющих эти страны народов. Результатом этого путешествия, длившегося с 1834 по 1836 год, стали книги «Путешествие по Святой Земле в 1835 году» (1838) и «Путешествие по Египту и Нубии в 1834—1835 гг.» (1840). Таким образом, А. С. Норов по праву может считаться зачинателем русской библейской археологии.
Благодаря А. Норову коллекция Эрмитажа пополнилась бесценной статуей Мут-Сохмет (XV век до нашей эры). Порфировое изваяние, полузасыпанное песком, Авраам Сергеевич обнаружил в Карнаке среди развалин небольшого храма и выкупил его у местных властей.
Описания всех путешествий А. С. Норова были собраны в 5 томов и изданы в 1854 году в Санкт-Петербурге.
В 1861 году Норов предпринял второе путешествие на Святую землю, которое он описал в книге «Иерусалим и Синай. Записки второго путешествия на Восток», вышедшей в свет в 1879 году, уже после смерти автора, под редакцией В. Н. Хитрово. Норов иллюстрировал свои дневники рисунками. Так, например, во время второго путешествия на Святую землю, находясь в Александрии, он копировал в катакомбах фрески подземной христианской церкви.
Материалы, собранные Норовым, до сих пор сохраняют свою ценность, поскольку многие памятники из тех, что он видел, на сегодняшний день утрачены.
Последним печатным изданием Норова были замечания по поводу романа «Война и мир», который Норов, как участник Бородинской битвы, прочитал с «оскорблённым патриотическим чувством».

## Масонство
Авраам Сергеевич вступил в петербургскую масонскую ложу «Соединённые друзья» в 1816 году. 10 февраля 1819 года присоединился к ложе «Три добродетели» (Петербург). Возведён в степень подмастерья 6 сентября 1819 года. 8 сентября 1819 года перешёл в ложу «Елизаветы к добродетели» (Петербург), где и был возведён через некоторое время в степень мастера-масона. С начала 1820-х отсутствовал на собраниях лож, так как в 1821—1822 совершил путешествие по Западной Европе, посетив Германию, Францию, Италию.

## Семья
Жена — Варвара Егоровна Панина (7 июля 1814 — 21 апреля 1860) — дочь капитан-лейтенанта флота Е. А. Панина. У Норовых было трое детей, однако они умерли в младенчестве: Сергей (1837—1840), Георгий (1839—1841), Татьяна (1841—1841).

## Память
Фамилия А. С. Норова указана в списке Министров просвещения на памятной доске, установленной на фасаде здания бывшего министерства Просвещения в Санкт-Петербурге (улица Зодчего Росси, 1/3).
Норов, побывавший в 1827 г. в Англии, в Портсмуте, в качестве помощника адмирала Дмитрия Сенявина, неоднократно сходивший на берег и отмеченный работниками порта, предположительно послужил прототипом для создания английским писателем Стивенсоном образа одноногого моряка (Джона Сильвера в романе «Остров сокровищ»).

## Награды
- Орден Святого Владимира 4-й степени с бантом за отличие в Бородинской битве (19.12.1812)
- Орден Святой Анны 2-й степени с императорской короной (02.09.1839)
- Орден Святого Станислава 1-й степени (13.04.1845)
- Орден Святой Анны 1-й степени (03.04.1848)
- Орден Святого Владимира 2-й степени (07.04.1851)
- Орден Белого орла (19.04.1853)
- Орден Святого Александра Невского (01.01.1856)
- Знак отличия беспорочной службы за XV лет (22.08.1833)
- Знак отличия беспорочной службы за XX лет (22.08.1840)
- Знак отличия беспорочной службы за XXV лет (22.08.1845)
- Знак отличия беспорочной службы за XXX лет (22.08.1851)
- Знак отличия беспорочной службы за XXXV лет (22.08.1854)
- Золотая медаль «За труды по освобождению крестьян» (1861)

Иностранные:
- Греческий орден Спасителя 1-й степени (1857)

## Сочинения
- Путешествие по Сицилии в 1822 году. Ч. 1—2. / [Соч.] А. Норова. — СПб., 1828.
- «Отрывок из 3-й песни поэмы Ад» [Перевод] («Сын Отечества», 1823, № 30, с. 183—188) .
- «Забуду ли тебя, счастливый край Тавриды…» // Одесский альманах на 1831 г. Одесса, 1831. С. 192.
- Путешествие по Святой земле в 1835 году. — СПб., 1838.
- Путешествие по Египту и Нубии в 1834—1835 гг. — СПб., 1840. Часть 1. Часть 2.
- Путешествие к семи церквам, упоминаемым в Апокалипсисе. — СПб., 1847.
- Исследования об Атлантиде. — СПб., 1854.
- Защита Синайской рукописи Библии от нападений отца Архимандрита Порфирия Успенского. — СПб., 1863.
- Путешествие игумена Даниила по Святой земле, в начале XII века (1113—1115) / Публ. и комм. А. С. Норова. СПб.: тип. Академии наук, 1864. 193 с.
- Война и мир (1805—1812). С исторической точки зрения и по воспоминаниям современника. По поводу сочинения графа Л. Н. Толстого «Война и мир» / из «Военного сборника» № 11. — СПб., 1868.
- Иерусалим и Синай: Зап. второго путешествия на Восток / [Соч.] А. С. Норова. Под ред. В. Н. Хитрово. — СПб.: Н. П. Поливанов, А. А. Ильин и К°, 1878. 171 с.
- Норов А. С. Путешествие по Египту и Нубии в 1834—1835 гг. / Под ред. В. В. Солкина. М.: Кучково поле, 2012. 316 с.
- Норов А. С. Путешествие к семи церквам, упоминаемым в Апокалипсисе. М.: Индрик, 2005. 327 с.